# Université d'État de Chicago
L'université d'État de Chicago (Chicago State University, CSU) est une université situé dans la ville de Chicago, dans l'Illinois (États-Unis). Elle a été fondée en 1867 et compte actuellement[Quand ?] plus de 6 800 étudiants. Son emplacement, son statut et son nom actuels datent de 1971.

## Étudiants
- Zonia Baber,
- Margaret Haley,
- James Chico Hernandez (en),
- Bob Janecyk (en),
- Juba Kalamka (en),
- Wayne Molis (en),
- Margaret Taylor-Burroughs (en),
- Kanye West,
- Willye White ,
- Steven Whitehurst (en),
- Ella Flagg Young

## Professeurs
- Haki R. Madhubuti,
- Francis Wayland Parker,